# Francis John Haverfield
Francis John Haverfield, född 8 november 1860, död 1 oktober 1919, var en brittisk historiker och arkeolog.
Haverfield blev professor vid Oxfords universitet i romersk historia, inom vilken i synnerhet det romerska Britannien var hans specialområde. Haverfield gjorde sig mest känd genom att tillsammans med Theodor Mommsen utge de romerska inskrifterna från Britannien. Betydande är framför allt hans arbeten The Romanization of Roman Britain (4:e upplagan, 1923) och Ancient Town Planning (1913).